# Роб Полсен
Роберт Фредрик Полсен (енгл. Rob Paulsen; рођен 11. марта 1956. у Детроиту), познатији као Роб Полсен, је амерички глумац. Појавио се у бројним цртаним филмовима (преко 250 ликова) и рекламама (преко 1000). Добитник је награде "Еми".

## Улоге
| Глумац                      | Улога                   |
| --------------------------- | ----------------------- |
| Штрумфови                   | додатни гласови         |
| СВОТ мачке                  | Хард Драјв              |
| Трансформерси               | Ер Рејд, Чејс, Слингшот |
| Млади мутанти нинџа корњаче | Рафаело                 |
| Animaniacs                  | Пинки, Јако Ворнер      |
| Pinky and the Brain         | Пинки                   |
| Самурај Џек                 | Ротшилд                 |
| Џи Ај Џо                    | Сноу Џоб, Трипвајер     |
| Бен 10                      | Дито                    |
| Сабља и Звездани шерифи     | Сабља, Џеси Блу         |
| Декстерова лабораторија     | мајор Глори             |
| Пауци нападају              | глас различитих паукова |

## Занимљивости
У младости се бавио и певањем, а у то време је размишљао и да постане хокејаш.
Познат је и по хуманитарном раду (дао је велике износе новца за проучавање рака, као и за помоћ деци ометеној у развоју).